# توانه

توانه روستایی از توابع شهرستان نهاوند, استان همدان است.
جمعیت این روستا حدود ۶۰۰۰ نفر و نام این روستا به پهلوان اساطیری شان توانا که در شاهنامه هم به وی اشاره شده ، بر می گردد.
از جاذبه های گردشگری این روستا می توان از کوه دره مهدی توانه نام برد که دارای طبیعتی زیبا و دل انگیز و پر آب می باشد.

بیشتر مردم این روستا مشغول کار ساختمانی ، کشاورزی و دامداری هستند . 
روستای توانه یکی از قطب های مهم تولید گشنیز در کشور می باشد .